# Steyr HS .50
Steyr HS je velikokalibarski snajper kojeg proizvodi austrijska vojna industrija Steyr Mannlicher. Snajper koristi streljivo kalibra 11,6x90 (.460 Steyr) i 12,7x99 (.50 BMG). Model koji koristi 11,6x90 streljivo prvenstveno je razvijen za tržišta na kojima je kalibar 12,7x99 zabranjen, kao primjerice u Australiji i Kaliforniji.
Kalibar 11,6x90 poznat je i pod nazivom HS.460.
Snajper je prvi puta predstavljen u veljači 2004. na Sajmu oružja u Las Vegasu (Nevada, SAD).

## Dizajn
Steyr HS dizajniran je kao sporometno oružje. Sporometno oružje je izraz koji se koristi za modele i vrste vatrenog oružja, a prije svega streljačko oružje, čija je karakteristika da se nakon svakog ispaljivanja, novo zrno ili metak mora izvana staviti u cijev. S obzirom na druge snajpere koji koriste okvir, (primjerice Istiglal ili Zastava M76) sporometni način punjenja streljivom pri Steyr HS-u može se smatrati kao nedostatak u odnosu na poluautomatske i automatske snajpere.

## Utjecaj u Svijetu
Snajper je došao na naslovnice svjetskih medija, kada je tvrtka Steyr 2005. prodala Iranu 800 komada snajpera. SAD i Velika Britanija su u većoj, a Danska u manjoj mjeri, izrazile zabrinutost zbog toga. Naime, zemlje su smatrale da bi oružje moglo tajnim putevima doći do Iraka, gdje bi ih pobunjenici mogli koristiti protiv koalicijskih snaga i iračke vojske.
Prije same isporuke, austrijska Vlada je u studenom 2004. izglasala odluku o odobrenju izvoza oružja u Iran. Austrijska odluka izazvala je protureakciju američke Vlade, koja je 23. prosinca 2005. nametnula embargo na proizvode Steyr Mannlichera.
U Iranu su snajperima naoružane anti-terorističke jedinice te anti-narkotičke jedinice.
U veljači 2007., britanski Daily Telegraph izvjestio je od američkih izvora, da irački pobunjenici koriste više od 100 Steyrovih snajpera. Prvi američki vojnik ubijen je njime nakon svega 45 dana od isporuke brodom u Iran.
Međutim, Franz Holzschuh, CEO Steyra, izjavio je da nitko nije kontaktirao proizvođača, kako bi se usporedili serijski brojevi na oružju, kako bi se provjerili da li su snajperi pronađeni u Iraku, doista bili dio iranske pošiljke. Također, austrijski proizvođač se branio time da su prava na korištenje patenta na HS .50 istekla godinu dana ranije, te se u nekoliko zemalja Svijeta proizvode lažne kopije.
U travnju 2007., Daily Telegraph priznao je da nije bio u mogućnosti provjeriti priču koju su objavili u veljači iste godine.
Američko središnje vojno zapovjedništvo je krajem 2007. izvjestilo je da u Iraku nisu pronašli ili oduzeli snajpere austrijskog proizvođača. O tome su pisale i austrijske novine Wiener Zeitung 29. ožujka iste godine. Proizvođač Steyr Mannlicher je izjavio da je tvrtka zainteresirana za cijeli slučaj, jer priča objavljena u Daily Telegraphu ne šteti samo njima, nego i samoj Austriji.

## Korisnik
- Iran: 2006. Iranu je prodano 800 komada snajpera.[2]

## Inačice

### HS .460
Snajper ima mogućnost korištenja streljiva kalibra .460 Steyr (11,6x90), odnosno snajperska puška je namijenjena tržištima gdje je zabranjena uporaba streljiva kalibra 12,7x99 kod privatnih korisnika, dok je korištenje streljiva kalibra 11,6 mm, primjerice u Kaliforniji.

### HS .50 M1
HS .50 M1 je nadograđena inačica Steyr HS .50 poluautomatskog velikokalibarskog snajpera. Ovaj model ima okvir s pet metaka smještenih s lijeve strane (kao i Denel NTW 20), ima duže Picatinny šine koje se osim na vrhu nalaze i na bočnim stranama snajpera. Tu je i podesiv kundak te dvonožno ili tronožno postolje novijeg dizajna.